# Eduard Ivanov
Eduard Georgijevitj Ivanov (russisk: Эдуард Георгиевич Иванов; 25. april 1938 i Moskva – 16. januar 2012) var en sovjetisk ishockeyspiller som deltog i de olympiske vinterlege 1964 i Innsbruck.
Ivanov blev olympisk mester en gang, ved vinter-OL 1964 i Innsbruck og verdensmester fire gange. Han spillede 79 kampe for Sovjetunionens ishockeylandshold og scorede 16 mål. Han blev sovjetisk mester med CSKA Moskva i 1963, 1964, 1965 og 1966.

## OL-medaljer
- 1964  Innsbruck –  Guld i ishockey  Sovjetunionen

## VM-medaljer
- 1963  Stockholm –  Guld i ishockey  Sovjetunionen
- 1964  Innsbruck –  Guld i ishockey  Sovjetunionen
- 1965  Tammerfors –  Guld i ishockey  Sovjetunionen
- 1967  Wien –  Guld i ishockey  Sovjetunionen